# Бенфика (мини-футбольный клуб)
МФК Бенфика — мини-футбольный клуб из Лиссабона, часть большого спортивного клуба «Бенфика». Основан в 2001 году. Обладатель Кубка УЕФА по мини-футболу сезона 2009/10.

## История
За всё время своего существования ни разу не опускался ниже 2-го места в национальном первенстве, при этом пять раз выиграв его. До сезона 2009/10 его крупнейшим успехом в еврокубках было участие в финале Кубка УЕФА по мини-футболу сезона 2003/04. Там «Бенфика» по сумме двух матчей уступила испанскому «Бумеранг Интервью», при этом один матч португальцы сумели выиграть.
В Элитном раунде Кубка УЕФА по мини-футболу 2009/10 португальцам удалось за счёт лучшей разности мячей опередить в турнирной таблице российский клуб «ВИЗ-Синара» и выйти в Финал Четырёх. В нём, последовательно обыграв итальянский «Лупаренсе» и фаворита турнира испанский «Интер Мовистар», португальская команда впервые в истории выиграла титул сильнейшей команды Европы.

## Достижения клуба
- Лига чемпионов УЕФА (1): 2009/10
- Чемпионат Португалии (9): 2002/03, 2004/05, 2006/07, 2007/08, 2008/09, 2011/12, 2014/15, 2018/19, 2024/25
- Кубок Португалии (8): 2002/03, 2004/05, 2006/07, 2008/09, 2011/12, 2014/15, 2016/17, 2022/23
- Суперкубок Португалии (9): 2003, 2006, 2007, 2009, 2011, 2012, 2015, 2016, 2023
- Кубок португальской лиги (4): 2017/18, 2018/19, 2019/20, 2022/23

## Текущий состав
Сезон 2019/20

| № |                 | Поз. | Имя               | Год рождения |
| - | --------------- | ---- | ----------------- | ------------ |
| 1 | Флаг Португалии | Вр   | Мартим Фигейра    | 2000         |
| 2 | Флаг Португалии | Нап  | Витор Угу         | 1984         |
| 3 | Флаг Португалии | Уни  | Рикарду Фернандеш | 1986         |
| 4 | Флаг Испании    | Защ  | Пабло Дель Мораль | 1992         |
| 6 | Флаг Португалии | Нап  | Бруну Коэлью      | 1987         |
| 7 | Флаг Японии     | Нап  | Рафаэл Энми       | 1992         |
| 8 | Флаг Бразилии   | Нап  | Нене              | 1983         |

| №  |                 | Поз. | Имя          | Год рождения |
| -- | --------------- | ---- | ------------ | ------------ |
| 9  | Флаг Португалии | Защ  | Гонсалу      | 1977         |
| 11 | Флаг России     | Нап  | Иван Чишкала | 1995         |
| 13 | Флаг Португалии | Нап  | Паулинью     | 1990         |
| 14 | Флаг Испании    | Нап  | Алан Бранди  | 1987         |
| 17 | Флаг Португалии | Защ  | Иво Оливейра | 1994         |
| 22 | Флаг Бразилии   | Вр   | Лео Гужиэл   | 1996         |
| 25 | Флаг Португалии | Нап  | Жоэл Кейруш  | 1982         |

## Бывшие известные игроки
- Рикардинью
- / Ромуло
- Бебе
- Сисо
- / Робиньо
- Андре Соуза